# Kapitalkontroverse
Als Kapitalkontroverse bezeichnet wird eine Debatte in der Wirtschaftstheorie der 1960er Jahre um die Natur und Rolle von Kapitalgütern als Produktionsfaktor bzw. Produktionsmittel. Hauptsächlich daran beteiligt waren; Joan Robinson, Piero Sraffa und Luigi L. Pasinetti von der englischen Universität Cambridge einerseits sowie andererseits Paul Samuelson und Robert Solow vom Massachusetts Institute of Technology in Cambridge, Massachusetts. Es ist daher manchmal auch die Rede von der Cambridge-Cambridge-Kontroverse.

## Der logische Zirkel bei der Wertbestimmung des Kapitals
In Abkehr von Theorie und Methode der klassischen Ökonomie sucht die neoklassische Theorie die Frage von Produktion und Verteilung innerhalb ihres Gleichgewichtssystems simultan bestimmbarer Angebots-Nachfrage-Funktionen durch die Grenzproduktivitätstheorie zu lösen. In einer Neuformulierung der Malthusschen Rententheorie wird gezeigt, dass die Grundrente als Grenzprodukt des Bodens verstanden werden kann. Auf dieselbe Weise wird sodann auch mit den anderen Produktionsfaktoren, nämlich Arbeit und Kapital, verfahren. Der Lohn wird als das Grenzprodukt der Arbeit, der Zins (Entgelt für den Einsatz von Kapital) als das Grenzprodukt des Produktionsfaktors Kapital gefunden.
Diese Verteilungstheorie der 1950er Jahre basierte auf der empirischen Verallgemeinerung von Philipp Wicksteed und war durch Cobb und Douglas unter dem Einfluss von J. B. Clark in die aggregierte Form der Cobb-Douglas-Produktionsfunktion gebracht worden. Man suchte die Profitrate zu bestimmen, indem der Arbeitslohn und der Preis des Kapitals mittels der Grenzprodukte der Arbeit und des aggregierten Wertes der Kapitalgüter bestimmt wurden. Sind die Faktorpreise auf diese Weise gegeben, so resultiert die Verteilung durch eine Multiplikation der Faktormengen mit den Faktorpreisen.
Die ersten Zweifel an der Korrektheit dieses Vorgehens wurden von R. F. Kahn und Joan Robinson geäußert.
„Wenn die Summe der heterogenen Kapitalgüter zu errechnen ist als ein Aggregat, das mit Profiten vergleichbar ist, so muss sie in Werteinheiten ausgedrückt werden, um ein homogenes Verhältnis von Profit zu Kapital zu liefern. Aber wenn die Profitrate bestimmt wird durch das Grenzprodukt dieser Summe, tritt ein logischer Zirkel auf, denn die Preise für Kapitalgüter müssen anfänglich für irgendeine Profitrate kalkuliert worden sein. Somit kann das Grenzprodukt des Kapitals, wie es anhand einer aggregierten Produktionsfunktion ermittelt wird, nur die Profitrate ergeben, die zuvor schon bestimmt war und ausgedrückt ist in den Preisen der Kapitalgüter, die beim Summieren als Gewichte eingehen.“
Mit der Grenzproduktivitätstheorie kann man demzufolge höchstens herausfinden, welche Profitrate die Preise des vorhandenen Kapitalstocks implizieren – das stellt aber keine Erklärung der Höhe der Profitrate dar, sondern lediglich den tautologischen Nachweis, dass die Profitrate jeweils so hoch ist, wie sie vorausgesetzt worden ist.

## Reswitching
Siehe ausführlichen Artikel zu Reswitching
Teil der Kapitalkontroverse war auch die Diskussion um das Reswitching. Sraffa konnte zeigen, dass, wenn die Löhne in einer Volkswirtschaft immer weiter angehoben werden, dann nicht immer in die gleiche Richtung auf immer weniger arbeitsintensive Produktionstechniken ausgewichen wird, sondern es sein kann, dass eine Produktionstechnik, die früher bei steigenden Löhnen verlassen worden ist, bei noch weiter steigenden Löhnen wieder zur günstigsten Produktionstechnik für die Volkswirtschaft wird.
Ein solcher Vorgang kann innerhalb der neoklassischen Theorie, die eine Ein-Gut-Parabel darstellt, etwa auf Grundlage einer Cobb-Douglas-Produktionsfunktion nicht dargestellt werden.